# Neufchâteau
Neufchâteau (valonsky Li Tchestea, Neuenburg in Lützelburg) je frankofonní město v Belgii.
Je správním centrem jednoho z okresů (arrondissementů) provincie Lucemburk ve Valonském regionu.
Obec má 8029 obyvatel (1. leden 2021) a rozkládá se na ploše 113,79 km².

## Administrativní uspořádání
K obci Neufchâteau patří od roku 1977 bývalé obce Grandvoir (valonsky Grandwar), Grapfontaine (Grapfontinne), Hamipré (Hamîpré), Longlier (Longuié) a Tournay. Poštovní směrovací číslo obce je 6840.

## Historie

### Raná historie
V oblasti byl nalezen neolitický megalit přibližně z roku 2000 př. n. l. a keltská nekropole z 5. – 2. století př. n. l.
Dále zde byla nalezena galorománská pohřebiště a římská vila, kteréž svědčí o existenci malého zemědělského panství přibližně v 2. století n. l.
V karolínském období se oblast využívala zejména k lovu a zůstala řídce osídlená po celý středověk.
Z roku 1100 pochází první písemná zmínka o darování osady Semel opatství v Amdain (dnes Saint-Hubert). Semel je v současnosti místní částí obce Neufchâteau. Roku 1239 byla táž osada zmíněna již jako součást panství Neufchâteau (= Nový hrad) a byla věnována opatství Orval.
Panství Neufchâteau bylo součástí Lucemburského vévodství a po většinu novověké historie lucemburskou provincií belgického Valonska.

### Od 17. století
Důležitým pramenem k historii Neufchâteau a jeho okolí je olejomalba z roku 1609 s názvem „La terre et prévostee de Nevfchasteau avecqz ses dependances“, uložená v Arlonských archivech. Je na ní zobrazeno městečko Neufchâteau na úpatí stejnojmenného hradu, obehnané dosud hradbami a obklopené množstvím vesnic a osad.
V polovině 17. století oblast zdecimoval mor a války Ludvíka XIV.
Od Velké francouzské revoluce do roku 1815 byl Neufchâteau správním centrem tehdejšího francouzského departementu Forêts.
V roce 1858  společnost Grande Compagnie du Luxembourg dostavěla na belgické železniční trati z Namuru do Sterpenichu železniční zastávku Neufchâteau a slavnostně otevřela zdejší nádraží, jehož budova se s drobnými úpravami zachovala v provozu dosud.

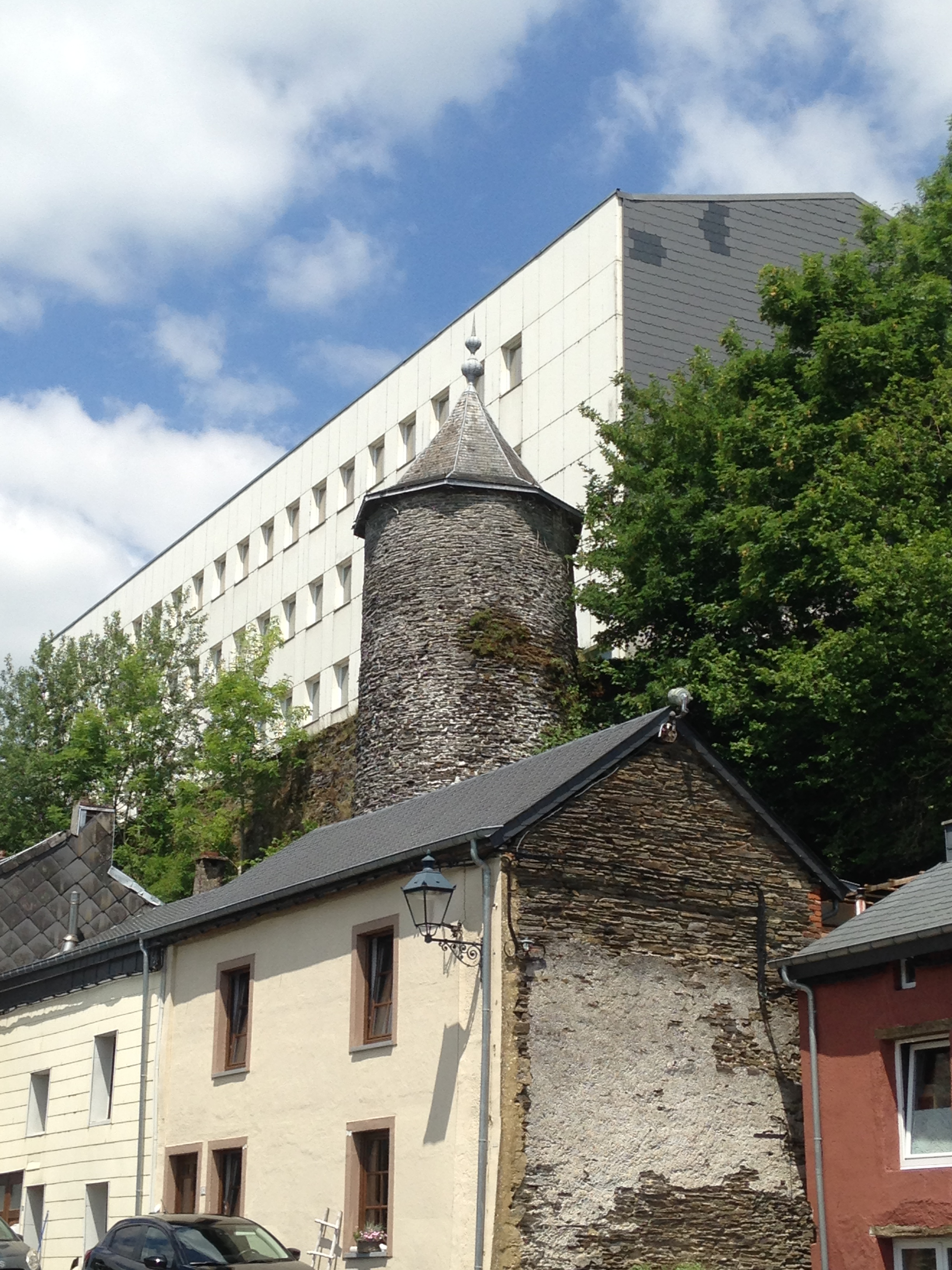
Věž hradu Griffon

Za německé okupace během první světové války město spravoval hrabě Hans von Blumenthal, který jako jeden z mála německých vojenských úředníků dobře vycházel s místním obyvatelstvem, zejména díky své zálibě v lovu.
Přesto se v oblasti vedly těžké boje a v prvním měsíci války přišlo o život více než 200 vojáků.

## Památky
- Věž Griffon, pozůstatek středověkého hradu Neufchateau ze 13. století; navazuje na ni zbytek hradební zdi
- Farní kostel sv. Michaela archanděla (l'église Saint-Michel), dominanta města
- Hřbitovní kostel sv. Štěpána v místní části Longlier
- Lázeň v místní části Tronquoy

## Turistické cíle
- Justiční palác - klasicistní stavba s věžičkou z 19. století, na náměstí Grand place
- Zámek Grandvoir - postaven v 17. století, přestavěn v 19. století, nyní hotel s pivovarem
- Astronomická observatoř Centre Ardenne v místní části Grapfontaine (planetárium s teleskopem)
- Muzeum venkovského života (Musée de la Vie Rurale)

- Nedaleké jezero Lac de Neufchâteau

## Galerie

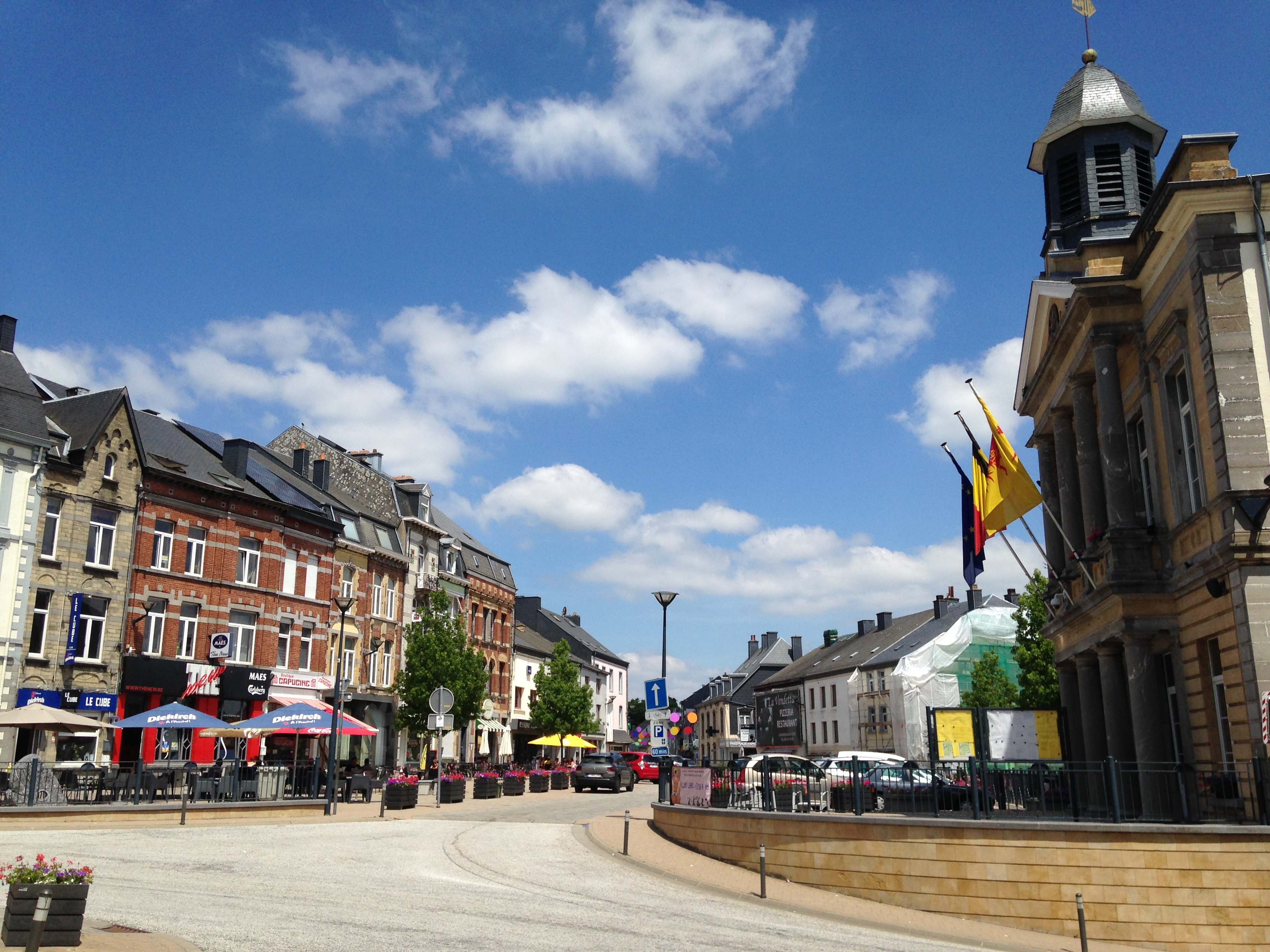
Náměstí Grande place
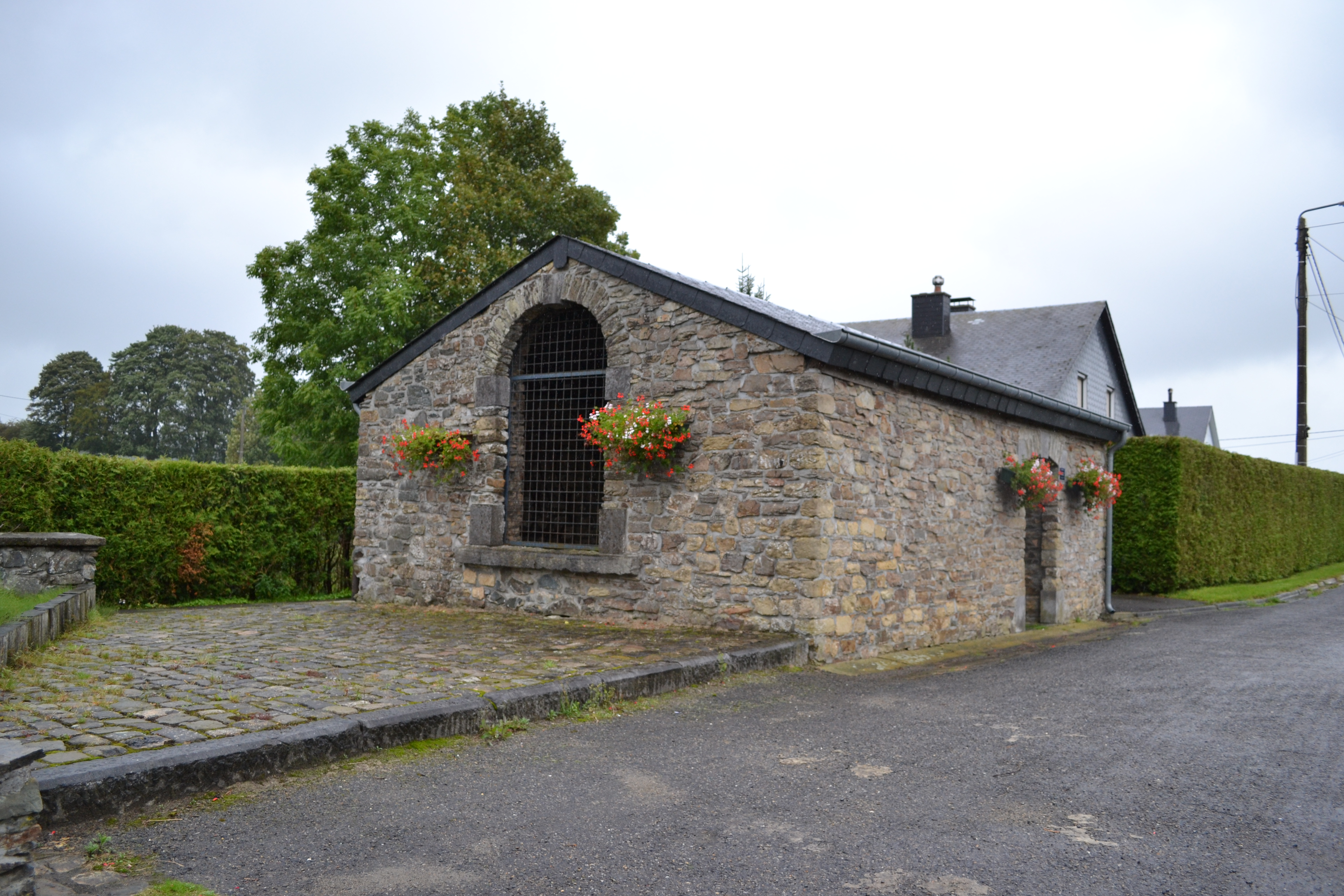
Lázeň
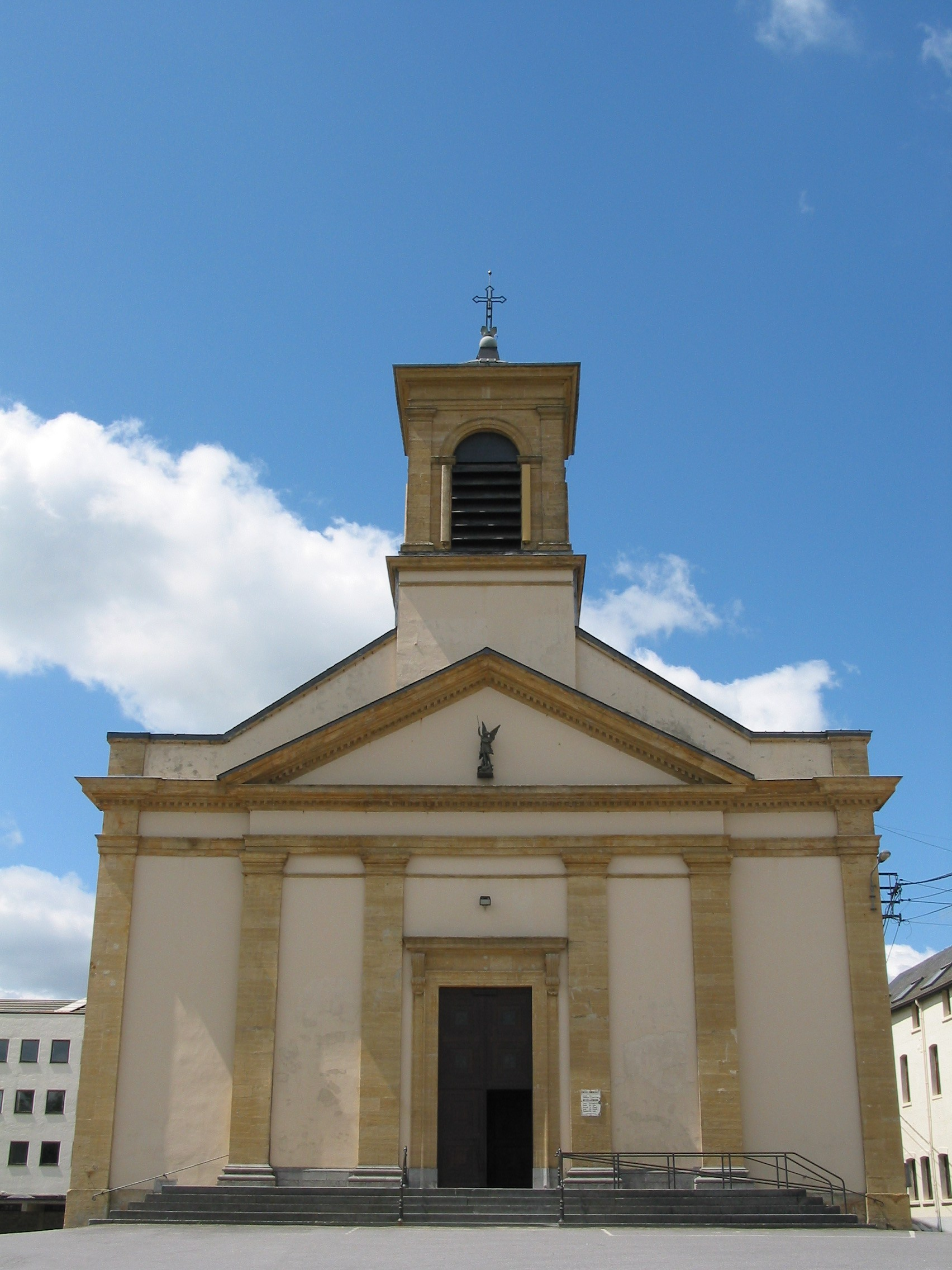
Kostel sv. Michaela
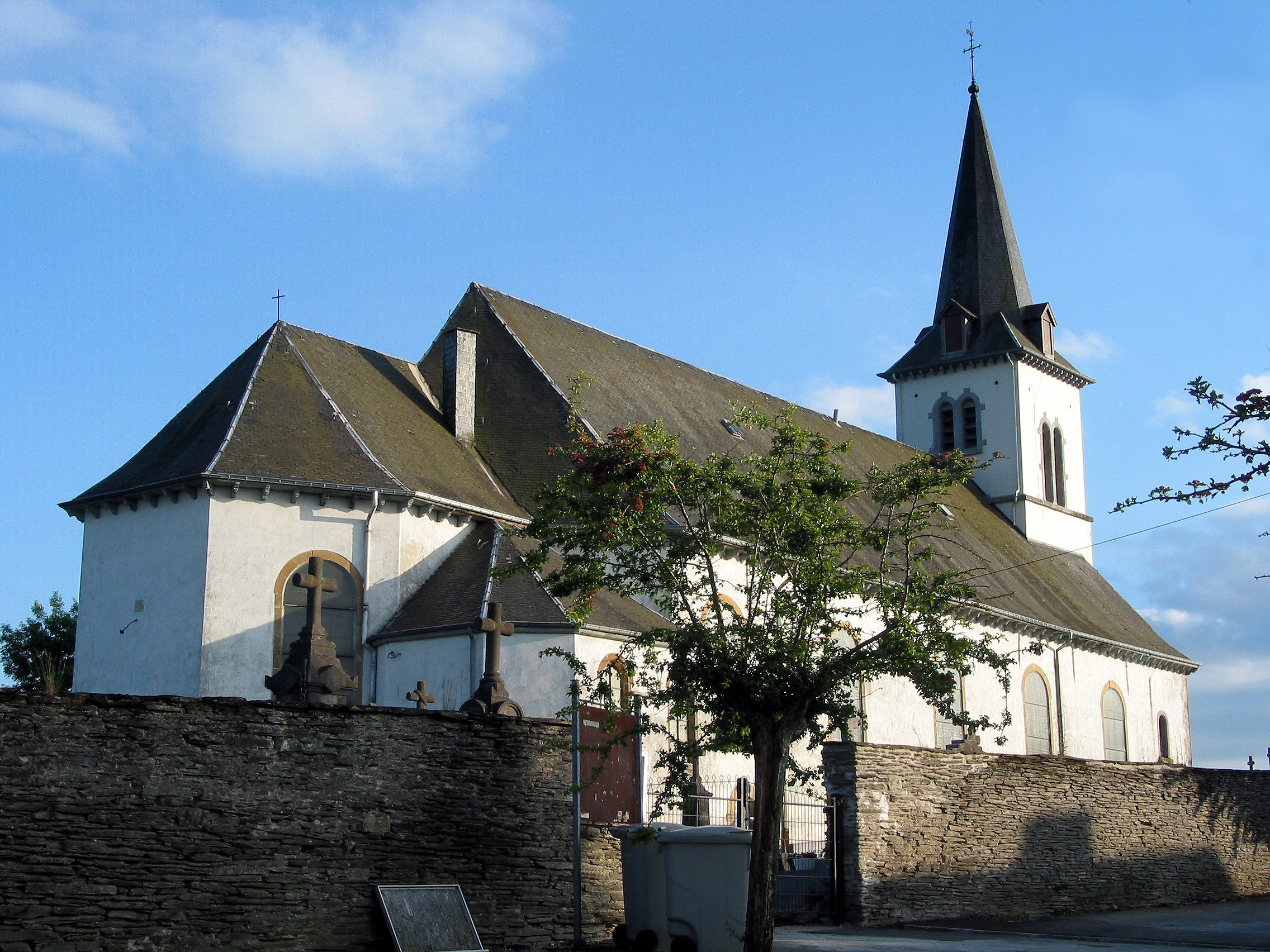
Kostel sv. Štěpána
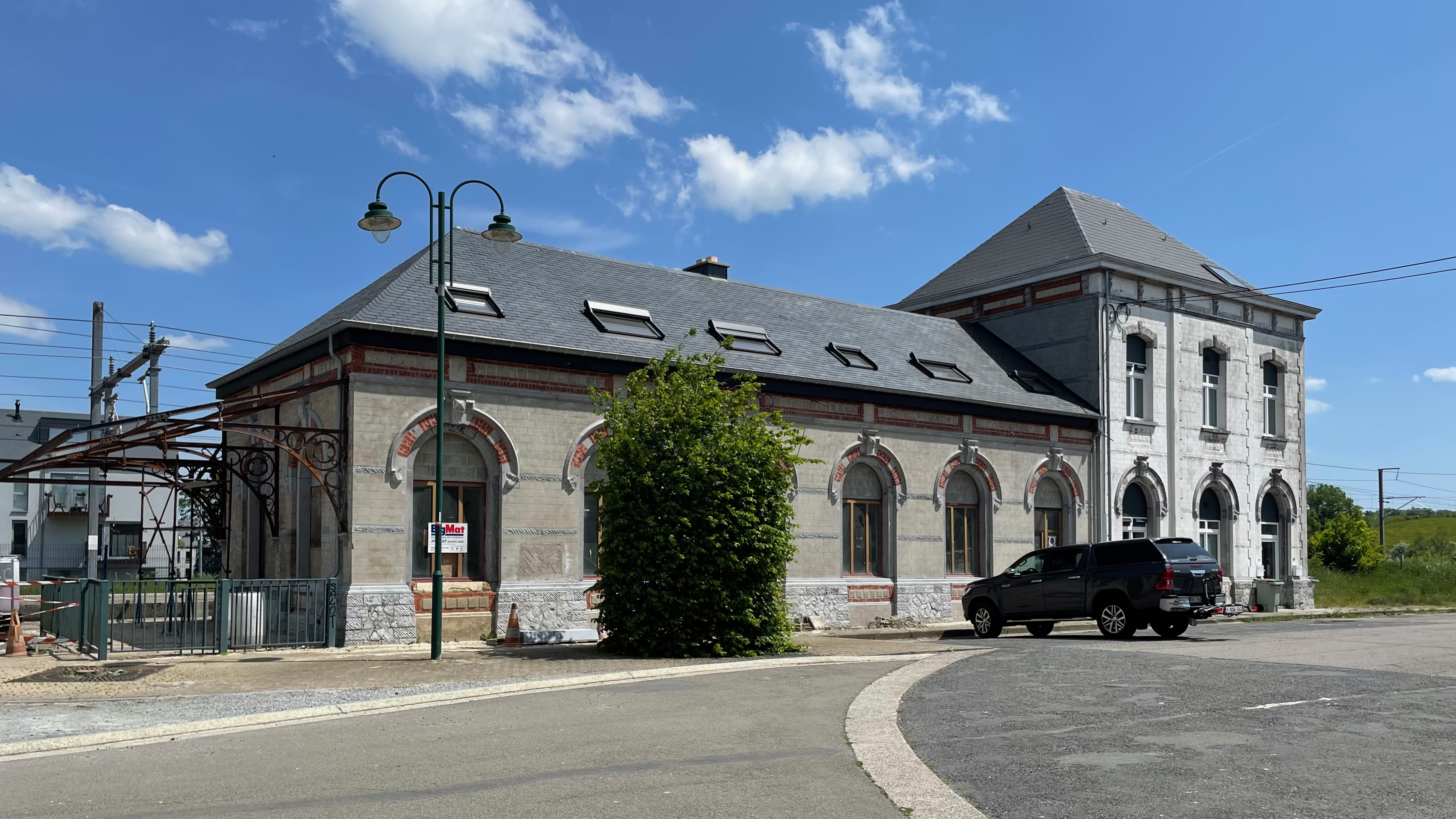
Nádraží